# Patruped

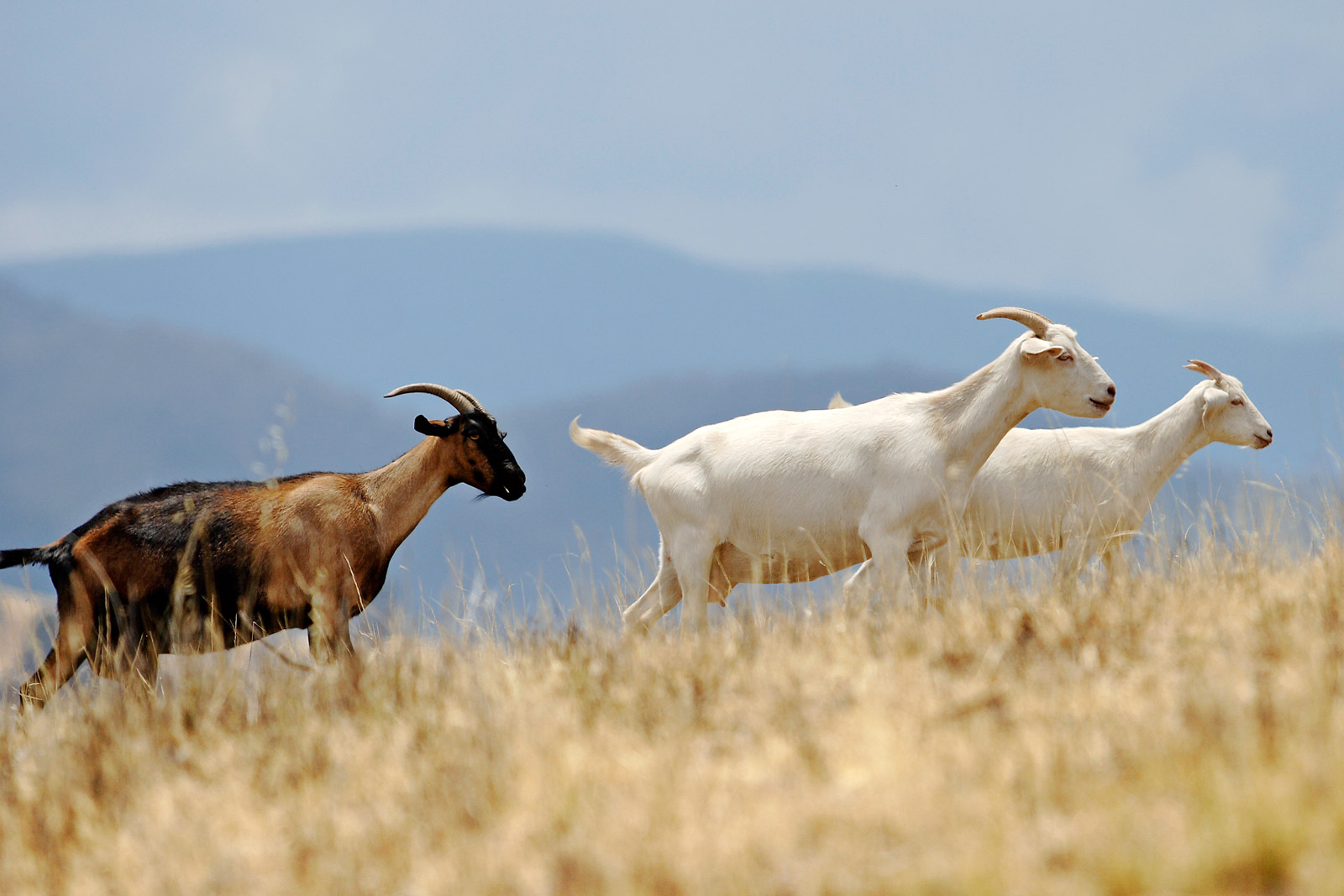
Caprele sunt animale patrupede

Patrupedul este un animal care se deplasează cu ajutorul celor patru extremități (picioare/labe). Majoritatea animalelor aparținând supraclasei tetrapoda sunt patrupede.

## Patruped și tetrapod
Nu toate animalele cu patru membre sunt patrupede. Oamenii, maimuțele, păsările, șerpii și unele mamifere (canguri etc.) au o deplasare bipedă. În afară de animale, insectele și crustaceele nu sunt nici ele patrupede decât în cazuri izolate, de exemplu călugărița (Mantis religiosa).